# Haukkavaara
Haukkavaara är en kulle i Finland.   Den ligger i den ekonomiska regionen  Kemi-Torneå  och landskapet Lappland, i den norra delen av landet, 700 km norr om huvudstaden Helsingfors. Toppen på Haukkavaara är 152 meter över havet.
Terrängen runt Haukkavaara är huvudsakligen platt. Runt Haukkavaara är det mycket glesbefolkat, med 2 invånare per kvadratkilometer.